# Goose Creek, Kentucky
Goose Creek är en ort i Jefferson County, Kentucky, USA. År 2000 hade orten 272 invånare. Den har enligt United States Census Bureau en area på 0,2 km², varav allt är land.